# 水野和久
水野 和久（みずの かずひさ、1932年 - ）は、日本の哲学者。神戸大学名誉教授。

## 人物
兵庫県出身。1962年、京都大学大学院博士課程哲学専攻満期退学。大阪学芸大学助教授、大阪教育大学助教授。
1969年から1970年にかけてパリ大学（ソルボンヌ）留学。その後に神戸大学助教授、教授を歴任し、1996年に定年退官、名誉教授。また関西福祉科学大学教授。

## 著書
- 現象学の射程 フッサールとメルロ・ポンティ （勁草書房 1992年2月）
- 現象学の視座 他性の現象学 （白菁社（叢書現象学と解釈学） 1997年5月）
- 現象学の変貌 秩序の他者 （勁草書房 1999年7月）
- 他性の境界 （勁草書房（双書エニグマ） 2003年10月）

## 翻訳
- 哲学の原理（井上庄七共訳）『デカルト 世界の名著』（中央公論社 1967年）
- サルトルとカミュ 実存の文学 （レオ・ポルマン 大河内了義共訳 三修社 1972年）
- 屈折光学（青木靖三共訳） 『デカルト著作集 1』（白水社 1973年）

## 参考
- 略歴・著作 (水野和久教授停年退官記念) 「近代」1995-9